# گیور (شاهرود)
گیور یک روستا در ایران است که در دهستان بیارجمند شهرستان شاهرود واقع شده‌است. گیور ۱۰۰ نفر جمعیت دارد.آب مصرفی اهالی روستا از کوه‌های گیور تامین می‌شود.آثار و اماکن قدیمی مانند برج دیده بانی، حمام خزینه ای ، قنوات آب و آسیاب های آبی از زیبایی های گیور بوده و محل برگزاری جشنواره زیبای یوز ایرانی در شهریورماه ۱۴۰۴ می باشد.